# 滝沢洋一
滝沢 洋一（たきざわ よういち、英語表記：Yoichi Takizawa 中国語（繁体字）表記：瀧澤洋一、1950年（昭和25年）3月9日 - 2006年（平成18年）4月20日）は、日本のシンガーソングライター、作曲家。音楽プロデューサー。日本の音楽業界で初めて「ニューミュージック」という言葉を公共の電波に乗せた人物と言われている。なお、同姓同名の霊能者、アニメ関係者はそれぞれ別人物。

## 来歴
1950年3月9日、外交官をしていた父のもとに生まれる。生後まもなくアメリカ・オレゴン州ポートランドに移住、帰国から4年ほどして、今度は4年間イランのテヘランに居住。ポピュラー音楽好きの父親に着いての海外生活の体験で、洋楽センス溢れた曲作りを身につける。1961年〈昭和36年〉、小学5年生のときに帰国し日本に定住。
1965年頃、中学生のときにビートルズに影響を受けてギターを始める。玉川学園高等部時代にフォーク団体「MRA」（マイク眞木などが所属）に加入。このMRAで歌手のロビー和田と知り合い、ソングライターとしての才能を認められて一目置かれる存在に。その後、同高等部で音楽グループ「TLMS（玉川ライトミュージックソサエティー）」を結成し、ジャンルにとらわれない音楽活動をおこなう。
1969年頃、玉川大学に進学し、スキーにハマって音楽を一時的にやめる。スキーのインストラクターの資格を取得。
1970年代前半、B型肝炎による肝臓疾患のため入退院を繰り返し、スキーの道を断念。病室でラジオから流れる音楽を聴いて魅了され、ロックでもフォークでもない音楽を趣味で作曲し始める。その後、RCAレコードのプロデューサーになっていたロビー和田にデモテープを持ち込み、1974年に作詞・作曲を担当した楽曲「一人ぼっちの君」が、チャコとヘルス・エンジェルのシングル「嘆きの指輪」（JRT-1401）B面に収録され、作曲家デビュー。
1975年、新宿区市ヶ谷にあった、外交官の親が海外に赴任している間に住める学生寮「子弟育英寮」に居住してた頃、慶應義塾大学の黒人文化研究会というサークルのディスコバンド「ファライースト」のトランペット担当で同じ寮に暮らしていた後輩の有本俊一が、ファライーストのメンバーだった新川博（キーボード）、ファライーストでドラム担当の長谷川康之と一緒にバンド「バッド・シーン」を組んでいた牧野元昭（ギター）、高校生でファライーストのボーヤだった青山純（ドラム）、そして新川の幼馴染で中古のフェンダー・ジャズ・ベースを持っていた村上“ムンタ”良人（ベース）の4人を紹介する。
この4人をメンバーに滝沢のバックバンドを結成（まだ名前は無かった）。翌1976年1月22日、RCAレコードのディレクター・岡村右のプロデュースで銀座・音響ハウスにてデモテープ録音が行われるが、これを最後に村上が脱退。そこで、前述のファライーストでベースを担当していた伊藤広規が、新川からの誘いで二代目ベーシストとなる。東京・六本木のカレー店「デリー」にて、滝沢がバックバンド名を「マジカル・シティー」と命名する。
1976年冬、志賀高原「丸池スキー場」の志賀ハイランドホテルで、「滝沢洋一とマジカル・シティー」が、ラジオの公開録音のためのライブを敢行。そのとき滝沢が、司会者からのインタビューで「ニューミュージック」という言葉を日本で初めて公共の電波に乗せた、とバンド仲間の牧野が証言している。
その後、ロビー和田、岡村右のプロデュースにより、目黒・モウリスタジオなどで「滝沢洋一とマジカル・シティー」のデモテープを録音。「最終バス」「僕が年をとったら」「東京音楽祭（のちに「マリーナ・ハイウェイ」と改題され詞も変更）」などの曲が録音された。
1976年、アルファレコード創始者で作曲家の村井邦彦の経営する音楽出版社「アルファ・ミュージック」に、ロビー和田が「最終バス」の入ったデモテープを持ち込んだところ、同社入社2年目の粟野敏和の耳にとまり、アルファと作家契約を結ぶことに（のちに、アルファ関連の音楽出版社ケイ・ミュージック・パブリッシングと契約）。バックバンドの「マジカル・シティー」には、アルファから広谷順子や滝沢のデモテープ録音の仕事が「月5万円」のギャラで与えられた。同年、ハイ・ファイ・セットのバックバンド「ガルボジン」の代わりに、「マジカル・シティー」がコンサートのバックを任される（小坂明子、田山雅充などのバックも担当）。しかし、1976年いっぱいで新川が脱退、松任谷正隆とバトンタッチする形で「ガルボジン」に移籍した。
1977年、コーラスグループのハイ・ファイ・セットに「メモランダム」（なかにし礼・作詞）を提供し、東芝EMIのヒット賞を受賞。滝沢の代表曲となる。
1978年10月5日、原盤制作会社アルファ・アンド・アソシエイツ制作で、東芝EMIよりファースト・ソロアルバム『レオニズの彼方に』発売。参加ミュージシャンは、佐藤博（キーボード、全曲アレンジ）、村上秀一（ドラム）、林立夫（ドラム）、青山純（ドラム）、鈴木茂（ギター）、松木恒秀（ギター）、松原正樹（ギター）、鳥山雄司（ギター）、牧野元昭（ギター）、松岡直也（ピアノ）、高水健司（ベース）、伊藤広規（ベース）、ジェイクHコンセプション（アルトサックス）、ペッカー（パーカッション）、浜口茂外也（パーカッション）など。
この前後より、作曲家としての活動を本格的に開始。主にアルファレコードのプロデューサー・有賀恒夫からの依頼で、いしだあゆみ、ブレッド＆バター、サーカス、ハイ・ファイ・セットらに曲を提供した他、清野由美、小室みつ子、伊東ゆかり、ビートたけし、小泉今日子、松本伊代、岩崎宏美、西城秀樹、石川秀美、山下久美子、富田靖子、須藤薫らに100曲以上の曲を提供している。
1982年、移籍したワーナー・パイオニアよりセカンド・アルバム『BOY』を発売する予定だったが（発売予定日は7月25日）、ワーナー社内の販売会議で選考に漏れ、録音やミックスが終わっていたにもかかわらず発売延期となり、そのまま「お蔵入り」となった。2024年12月18日、同アルバムは42年越しにアナログ盤として発売されることが決定した。参加ミュージシャンは、徳武弘文（ギター、全曲アレンジ）、六川正彦（ベース）、中西康晴（ピアノ）、丹波博幸（エレクトリック・ギター）、五代儀彦秀（ドラム）など。担当ディレクターは、のちに良品計画で無印良品の店内BGMなどを手がけた庵豊。
1980年代、宅配ピザ屋「エイミーズ」を経営。その後も職業をいろいろと変えていたが、依頼があれば曲を提供していた。
1995年頃、音楽制作会社ハウス・ティーを起業、若手ミュージシャンたちをプロデュースしてレコード会社に売り込む仕事を始める。また、パソコンで制作した音楽作品を広く一般に募集して最優秀楽曲を選定するイベント「NECムジカノーヴァ音楽祭」制作。後進の育成につとめた。
2004年頃、かねてより悪かった肝臓の持病が悪化。
2004年、音楽ライターの金澤寿和が監修のディスクガイド『ライトメロウ和モノ 669』（2004）に、「職人による知られざる奇跡の名盤その3」として、唯一作『レオニズの彼方に』が紹介される。一部の音楽ファンが注目し、オリジナルのアナログ盤が入手困難に。
2006年、肝臓がんの摘出手術を行うが快復せず、4月20日に死去。56歳没。

## 死後の動きと評価
2015年、音楽ライターの金澤寿和らの尽力により、唯一作『レオニズの彼方に』が日本のタワーレコードとソニーミュージックショップ（オンライン）限定販売で初CD化。発売後、「奇跡の一枚」「シティ・ポップの名盤」と評価される。
2019年、ケイ・ミュージック・パブリッシングの楽曲を管理していた「アルファミュージック」（旧：アルファレコード）がソニー・ミュージックパブリッシングの完全子会社となる。それに伴い、同年、『レオニズの彼方に』が音楽サブスクリプションサービス「Apple Music」で解禁される。2020年には全世界の配信サービスで解禁。
2021年、没後15年の命日にあたる4月20日、ニュースサイト「MAG2 NEWS（まぐまぐニュース）」で、滝沢の音楽活動の全貌と生い立ちを初めて紹介した特集記事が公開される。
2021年6月23日、滝沢のシングル曲「Sunday Park（サンデー・パーク）」とB面曲「City Bird（シティー・バード）」の2曲が、全世界の音楽サブスプリクションサービスで解禁。
2024年8月3日、アルファ名義で『レオニズの彼方に』が46年ぶりにアナログレコードとして再発された。
2024年12月18日にお蔵入りになっていた2ndアルバム『BOY』がソニー・ミュージックレーベルズよりBlu-spec CD2仕様でCD化及びアナログ盤（ワーナー・ミュージック ジャパン）にてリリースされた。
2024年12月25日、『BOY』CD版にボーナストラックとして収録された米シカゴのDJヴァン・ポーガム（Van Paugam）のリミックスヴァージョンをシングルカットした『かぎりなき夏（Van Paugam 2024 Remix）』（C/W 『かぎりなき夏（1982 Mix）』）が、アナログのシングル盤としてリリースされた。ジャケットには、イラストレーターの鈴木英人によって同じテーマで描かれた「終わりなき夏と」が採用されている。

## ディスコグラフィ

### シングル
- 『最終バス』 B面『レオニズの彼方に』（1978年）東芝EMI / Express発売
- 『マイアミ・ドリーミング』※サーカスへの提供曲のセルフカバー B面『水平線まで』（1980年）RVC / RCA発売
- 『Sunday Park（サンデー・パーク）』 B面『City Bird（シティー・バード）』※ビートたけしへの提供曲のセルフカバー（1982年）ワーナー・パイオニア発売
- 『かぎりなき夏（Van Paugam 2024 Remix）』 B面『かぎりなき夏（1982 Mix）』（2024年）ワーナーミュージック・ジャパン／まぐまぐ

### アルバム
- 『レオニズの彼方に』（1978年10月5日）東芝EMI / Express（CD：2015年7月29日、LP：2024年08月03日）GT music/ALFA MUSIC, INC
- 『BOY』（LP・CD：2024年12月18日）ワーナー・ミュージック ジャパン／ローソンエンタテイメント、ソニー・ミュージックレーベルズ[6]

## 主な提供楽曲
※提供楽曲は、2021年3月9日にネット公開された「滝沢洋一 全作曲リスト」を参照。
- チャコとヘルス・エンジェル
「一人ぼっちの君」
- ハイ・ファイ・セット
「メモランダム」
- クレスト・フォー・シンガーズ
「ラスト・ストーリー」「フィナーレ」「ヒア! ジャマイカ」
- サーカス
「アムール」「愛はイエスタデイ」「サルバドール紀行」「六月の花嫁」「フライ・アウェイ」「モン・シェリー」「マイアミ・ドリーミング」「ワンダフルミュージック」「Our Winter Vacation」「鏡の街」「マイ・シンプル・ライフ」「太陽がいっぱい」「もう一度Love Song」「PICTURE」
- 桜田淳子
「避暑地の出来事」
- 朝比奈マリア
「訣別（わかれ）」
- とし太郎＆リバーサイド
「陽よりまぶしく風よりはげしく」
- 山本達彦
「メモリアル・レイン」（アルバム版、シングル版あり）
- シティクラフト
「ダンシングドール」
- 清野由美
「SEXY Claws」「YOU & I」「Caledonia Love Day」「Airport 4:30P.M.」「海辺のDecember」「ウェット・モーニング」「砂の舟」
- ブレッド＆バター
「一枚の絵」
- いしだあゆみ
「乃木坂メランコリー」「赤いギヤマン」「ふたりでサンバ」「BLIZZARD」
- 戸田恵子
「1プラス1で」
- キャンディー浅田
「ひとり波打ち際」「Good Night」
- ビートたけし
「City Bird」「オレたちのBeatles Song」
- 白石まるみ
「Yokosuka 愛の色」
- 広瀬かおる
「Information Love」「TO YOU」
- 寺島まゆみ
「ジャングル・ランド」
- 岩崎宏美
「I LIKE SEIJO」「恋孔雀（こいくじゃく）」「星遊劇（ほしあそび）」「誘惑雨（さそいあめ）」
- 坂上とし恵
「ト・シ・エ」
- 小室みつ子
「嵐のあとに」
- 大野方栄
「ドーナッツショップのウェートレス」「Xmasの夏」
- Amy
「Weekend Theatre」「Party Night」
- 松本伊代
「たまにはジェラシー」「南十字星」「独立宣言」
- 小泉今日子
「夢見る年頃」
- 美保純
「Shadow dancer」
- 須藤薫
「真夜中の主人公」
- 岡村有希子（渡辺かえ）
「パリ行きエアライン」
- 西城秀樹
「Love・Together」「かぎりなき夏」「青になれ」
- 石黒ケイ
「キャメルの匂い」
- 石川秀美
「曇りのちときどき晴れ」「ワイキキまでSAILING」「ハーバーライトにゆれて」「ゴーイング ホーム」「迷惑なラプソディー」「あなたとタイトロープ」「ボーイハントクラブ」
- 伊東ゆかり
「わかれ道」「雨」
- 山下久美子
「Cry For The Moon」
- 山本陽一
「青空のハートブレイカー」
- FANTI
「NEVER SAY GOOD-BYE」
- 小山水城
「Rainy Doll」
- 富田靖子
「ストレンジRAINに包まれて」
- 吉野千代乃
「Rain Ballade」「ガラスの愛」「Love Songを歌わないで」
- 光栄楽団
水滸伝・天命の誓い「夢、いつの日か…（Dreams Come True!）（エンディング）」、ボーカルバージョン有（ボーカル：黒住憲五）　※ゲーム音楽
- 小田茜
「エチュード」「友達のまま好きでいたい」「そのひと言を云うために」
- ダブ
「アクアビッツ」
- 原田悠里
「今は秋」
- ポール
「想い出に乾杯」
- 烏丸せつこ
「流されて」
- THE BROADSIDE FOUR
「星のテラス」
- アンデイ
「DON'T STOP DANCE AND MUSIC」
- 世田谷区立松原小学校 下校音楽　※長女の通う学校に依頼されて作曲[8]
- ジョエル 「こちら、生粋のパリ。」